# Accelerando (novela)
Accelerando es una novela de ciencia ficción escrita por el británico Charles Stross. Recopila 9 relatos publicados en la revista estadounidense Asimov's Science Fiction entre los años 2001 y 2004, y fue publicada en forma conjunta por primera vez en 2005. Narra la historia de tres generaciones de una familia antes, durante y después de la singularidad tecnológica.
La obra obtuvo en 2006 el premio Locus a la mejor novela de ciencia ficción.